# Словачка на Европском првенству у атлетици у дворани 2019.
Словачка је учествовала на 35. Европском првенству у дворани 2019 који се одржао у Глазгову, Шкотска, од 1. до 3. марта. Ово је било једанаесто европско првенство у дворани од 1994. године од када Словачка учествује самостално под овим именом. Није учествовала 1996. године. Репрезентацију Словачке представљала су 9 такмичара (5 мушкараца и 4 жене) који су се такмичили у 7 дисциплина (3 мушке и 4 женске).
На овом првенству Словачка је делила 10. место по броју освојених медаља са 1 златном медаљом. У табели успешности према броју и пласману такмичара који су учествовали у финалним такмичењима (првих 8 такмичара) Словачка је са 2 учесника у финалу заузела 22 место са 11 бодова.
| Пл. | Земља    | 1. место | 2. место | 3. место | 4. место | 5. место | 6. место | 7. место | 8. место | Бр. фин. Бод. |
| --- | -------- | -------- | -------- | -------- | -------- | -------- | -------- | -------- | -------- | ------------- |
| 22. | Словачка | 1–8      | –        | –        | -        | –        | 1–3      | –        | –        | 2 - 11        |

## Учесници
| Мушкарци: - Јан Волко — 60 м - Шимон Бујна — 60 м - Матуш Бубеник — Скок увис - Лукаш Бер — Скок увис - Томаш Весзелка — Троскок | Жене: - Моника Вејгертова — 60 м - Ивета Путалова — 400 м - Александра Штукова — 800 м - Станислава Лајчакова — 60 м препоне |  |

## Освајачи медаља (1)

### Злато (1)
- Јан Волко — 60 м

## Резултати

### Мушкарци
| Атлетичар      | Дисциплина | Лични рекорд | Квалификације | Квалификације | Полуфинале | Полуфинале  | Финале                | Финале       | Детаљи |
| Атлетичар      | Дисциплина | Лични рекорд | Резултат      | Место         | Резултат   | Место       | Резултат              | Место        | Детаљи |
| -------------- | ---------- | ------------ | ------------- | ------------- | ---------- | ----------- | --------------------- | ------------ | ------ |
| Јан Волко      | 60 м       | 6,57 НР      | 6,69 КВ       | 1. у гр. 4    | 6,61 КВ    | 1. у гр. 2  | 6,60                  |              |        |
| Шимон Бујна    | 60 м       | 6,68         | 48,02 кв      | 4. у гр. 2    | 6,86       | 8. у гр. 3  | Нису се квалификовали | 19 / 24 (28) |        |
| Матуш Бубеник  | Скок увис  | 2,31         | 2,25 ЛРС      | 5. у гр. Б    |            |             | Нису се квалификовали | 10 / 19      |        |
| Лукаш Бер      | Скок увис  | 2,28         | 2,16          | 10. у гр. А   | 17 / 19    |             | Нису се квалификовали |              |        |
| Томаш Весзелка | Троскок    | 16,44        | 16,78 КВ, ЛР  | 4.            | 16,35      | 6 / 18 (19) |                       |              |        |

### Жене
| Атлетичарка          | Дисциплина   | Лични рекорд | Квалификације | Квалификације | Полуфинале            | Полуфинале            | Финале                | Финале       | Детаљи |
| Атлетичарка          | Дисциплина   | Лични рекорд | Резултат      | Место         | Резултат              | Место                 | Резултат              | Место        | Детаљи |
| -------------------- | ------------ | ------------ | ------------- | ------------- | --------------------- | --------------------- | --------------------- | ------------ | ------ |
| Моника Вејгертова    | 60 м         | 7,45         | 7,54          | 7. у гр. 3    | Нису се квалификовале | Нису се квалификовале | Нису се квалификовале | 39 / 42 (43) |        |
| Ивета Путалова       | 400 м        | 52,62 НР     | 54,19         | 5. у гр. 5    | Нису се квалификовале | Нису се квалификовале | Нису се квалификовале | 35 / 37      |        |
| Александра Штукова   | 800 м        | 2:04,46      | 2:06,58       | 6. у гр. 3    | Нису се квалификовале | Нису се квалификовале | Нису се квалификовале | 20 / 21      |        |
| Станислава Лајчакова | 60 м препоне | 8,26         | 8,28          | 7. у гр. 3    | Нису се квалификовале | Нису се квалификовале | Нису се квалификовале | 18 / 28      |        |